# Bohumír Liška
Bohumír Liška (2. října 1914 Čejetičky – 8. září 1990 Karlovy Vary) byl český dirigent a hudební pedagog.

## Život
Narodil se ve vesnici Čejetičky, dnes jihozápadní části Mladé Boleslavi, ale mládí prožil v Sedlčanech a Berouně. Tam se začal učit hrát na klavír a varhany a v devíti letech poprvé vystupoval na veřejnosti. Studoval na berounském gymnáziu a obchodní akademii (ukončení studia 1933) a začal pracovat jako úředník v pojišťovně Riunione Adriatica (RAS), ale amatérsky se věnoval hudbě jako houslista, kytarista či bicista. Jako tympanista vystupoval také v pražské studentské filharmonii, která byla později sloučena s operním studiem, kde poté Liška působil jako korepetitor, sbormistr a druhý dirigent. Mezi lety 1935 až 1937 také působil jako korepetitor v taneční škole baletky Jelizavety Nikolské, s níž absolvoval i zahraniční vystoupení v Nizozemí, Německu či Švýcarsku. V letech 1936–40 sbormistroval pražské ženské pěvecké sdružení a Pěvecký sbor pražských typografů a v období 1937–40 korepetoval operu a balet Národního divadla. V roce 1938 úspěšně absolvoval na pražské konzervatoři studia dirigování u Metoda Doležila a Pavla Dědečka a studium skladby u Otakara Šína.
Díky Rafaelu Kubelíkovi od roku 1940 působil v souboru brněnského divadla. Jeho první nastudovanou operou byla Pergolesiho buffa La serva padrona. V listopadu 1941 byl soubor nacisty uzavřen a Liška byl zatčen gestapem. Po propuštění pracoval u různých brněnských orchestrů, například po Vladimíru Helfertovi převzal vedení Orchestrálního sdružení. Do divadla se navrátil v květnu 1945 do souboru opery. V prosinci 1945 premiéroval první poválečné brněnské uvedení Prodané nevěsty. Jako dirigent nastudoval některé operní a baletní premiéry, jako například opery Veronika Rafaela Kubelíka (tu ovšem při premiéře dirigoval sám autor), Freje pana Dačického Osvalda Chlubny či Pohádku máje Jaroslava Kvapila. Od roku 1941 vyučoval dirigování na brněnské konzervatoři, od roku 1951 pak týž předmět vyučoval i na Janáčkově akademii múzických umění. Mezi jeho studenty z Brna patřili například skladatelé Jan Novák či Jaromír Dadák, sbormistři Lubomír Koželuha, Jiří Kubica, Alois Veselý, dirigenti Radomil Eliška, Vlastimil Pinkas, Emanuel Kuksa, Zdeněk Macháček, Arnošt Moulík, Jiří Waldhans či hudební pedagog Jaroslav Posadovský.
V roce 1955 krátce působil jako šéf Karlovarského symfonického orchestru. Téhož roku začal působit v plzeňském divadle ve funkci ředitele a dramaturga opery. V československé premiéře uvedl Verdiho opery Othello a Luisa Millerová či Krútňavu Eugena Suchoně, dále premiéroval opery soudobých autorů – Hanušovy opery Plameny a Sluha dvou pánů, Jiráskovo Svítání nad vodami, Nejedlého Tkalce, Pauerovu Zuzanu Vojířovou a Žvanivého slimejše,  Sedmidubského Madonu či Hurníkovu Dámu a lupiče. Roku 1957 v Plzni založil Pěvecké a orchestrální sdružení západočeského učitelstva fungující až do roku 1974. Na hostování dirigoval i zahraniční orchestry. V roce 1957 začal vyučovat dirigování na pražské konzervatoři, o rok později i na Akademii múzických umění v Praze. Jeho žáky z pražských působišť jsou například dirigenti Jiří Bělohlávek, Jaroslav Krček, Jiří Kout či Jaroslav Šaroun.
Roku 1967 se stal hlavním dirigentem pražského Smetanova divadla (dnešní Státní opera), na jeho místo v Plzni nastoupil dirigent Karel Vašata. Po zrušení pražské scény v roce 1970 přešel Liška ve stejné funkci do Národního divadla, kde působil až do roku 1985. Spolupracoval s Českou filharmonií, Symfonickým orchestrem hlavního města Prahy FOK a dalšími orchestry. Také jako orchestrální dirigent rád uváděl soudobá česká i světová díla. V dubnu 1968 se stal šéfdirigentem Plzeňského rozhlasového orchestru, se kterým opět často uváděl progresivní repertoár tehdy známých i lokálních (Jiří Štěpánek, Jan Slimáček, Jaroslav Klusák) skladatelů. S orchestrem nastudoval například rozhlasovou premiéru Vackovy opery Romance pro křídlovku, která byla scénicky uvedena až čtyři roky po této premiéře. Ve funkci šéfdirigenta Liška působil až do října 1981, kdy ho nahradil Vít Micka, vedle něhož Liška dále působil jako druhý dirigent. Od roku 1987 opět spolupracoval s plzeňskou operou, tato spolupráce trvala až do jeho smrti.
Jako skladatel se věnoval mimo jiné kompozici scénické hudby.
Zemřel 8. září 1990 v Karlových Varech během lázeňského pobytu na srdeční selhání.